# كريستينا بيزارو
كريستينا بيزارو (بالإسبانية: Cristina Pizarro Mingo) (20 نوفمبر 1989 بمدريد في إسبانيا - ) هي لاعبة كرة قدم إسبانية في مركز الوسط. لعبت مع أتلتيكو مدريد وريال سوسيداد وRayo Vallecano Femenino ‏ وCE Sant Gabriel ‏.

## وصلات خارجية
- كريستينا بيزارو على موقع الاتحاد الأوربي (الإنجليزية)
- كريستينا بيزارو على موقع قاعدة بيانات كرة القدم.إي يو (الإنجليزية)
- كريستينا بيزارو على موقع Soccerway.com (الإنجليزية)